# Potamogeton pectinatus
Potamogeton pectinatus es una planta herbácea acuática de hasta 3 m de longitud en todo tipo de aguas, tolera valores muy altos de salinidad y soporta bien la eutrofización.

## Descripción
Planta sin tallos leñosos, por lo general perenne, de hasta 3 metros de longitud. Hojas sumergidas homomorfas, sésiles con muchos tallos secundarios y ramificaciones con entrenudos anaranjados formando una canopia densa en la proximidad de la superficie del agua. Las hojas rodean al tallo hasta la mitad de la anchura de este que es de sección circular y no sobrepasa los 3 mm de grosor. Inflorescencia con flores dispuestas en verticilos separados por entrenudos con un pedúnculo largo, de hasta 10 cm., por lo general del mismo ancho que el tallo y que a diferencia del resto de la planta suele ser flotante y rara vez se encuentra sumergido. El Gineceo generalmente tiene los 4 carpelos desarrollados. La semilla es una drupa de unos 3 mm, ovoide y con pico.

## Distribución y hábitat
Macrófito de distribución cosmopolita se encuentra en un amplio rango de distribución geográfica, desde los trópicos hasta los ambientes subárticos

## Etimología
Pectǐnātus, a, um, part. p. de pectino. Dispuesto en forma de peine. VITR. 5, 1, 10

## Sinonimia
Potamogeton pectinatus L. Sp. Pl. 1: 127. 1753 [1 de mayo de 1753]
- Stuckenia pectinata (L.) Börner
- Buccaferrea amplexicaulis Kar. [6]
- Peltopsis perfoliata(L.) Raf.
- Potamogeton alatofructus A.Benn.
- Potamogeton amplexicaulis Kar.
- Potamogeton bupleuroides Fernald
- Potamogeton loeselii Honck.
- Spirillus perfoliatus( L.) Nieuwl.

## Usos
La diversidad de aguas que coloniza hace que esta especie presente una gran variabilidad que afecta principalmente al tamaño exagerado, su crecimiento y su reproducción. Dicha característica puede ser un problema para los cursos de agua por la gran masa vegetal que llega a formar, especialmente para los artificiales: los canales de riego, por ejemplo, pueden perder funcionalidad y presión, quedar obstruidos y reducir significativamente el caudal de agua que aportan al riego, lo que llega a ser un problema en lugares con climas favorables.

## Enlace exterior
- U. Florida (Video en Inglés)

## Multimedia
- Wikimedia Commons alberga una categoría multimedia sobre Potamogeton pectinatus.

- Datos: Q163351
- Multimedia: Stuckenia pectinata / Q163351